# Albert Einstein
  Albert Einstein    (Ulm, 14 de març de 1879 - Princeton, 18 d'abril de 1955), AFI [ˈalbɛɐ̯t ˈaɪnʃtaɪn], fou un físic d'origen alemany, nacionalitzat posteriorment suís i estatunidenc. Va ser el científic més conegut i important del segle xx.
L'any 1905, publicà la seva Teoria Especial de la Relativitat, quan encara era un jove físic desconegut, treballador de l'Oficina de Patents de Berna. A aquesta teoria hi va incorporar conceptes i fenòmens estudiats anteriorment per Henri Poincaré i Hendrik Lorentz, amb un marc teòric simple fonamentat en postulats físics senzills. Probablement, l'equació de la física més coneguda és la de l'equivalència entre massa i energia, E=mc², deduïda per Einstein com a conseqüència lògica d'aquesta teoria. Aquell mateix any, publicà uns altres treballs que fonamentarien algunes de les bases de la física estadística i la mecànica quàntica.
El 1915, va presentar la Teoria General de la Relativitat, que va reformular del tot el concepte de la gravetat. Amb ella va néixer la cosmologia, que és l'estudi de l'origen i l'evolució de l'Univers. El 1919, quan les observacions britàniques d'un eclipsi solar van confirmar la seva teoria de la curvatura de la llum, Einstein va ser idolatrat per la premsa. Einstein es va convertir en una icona popular de la ciència, mundialment famós, un privilegi a l'abast de molt pocs científics.
Va guanyar el Premi Nobel de Física del 1921 per la seva explicació de l'efecte fotoelèctric i per les seves nombroses contribucions a la física teòrica, i no per la teoria de la relativitat. Car el científic a qui es va encomanar la tasca d'avaluar-la no la va entendre. I van témer el risc que es demostrés errònia posteriorment. En aquella època, era encara considerada una mica controvertida per part de molts científics.
Einstein se'n va anar d'Alemanya el desembre de 1932 a causa de l'ascens del nazisme. Va anar als Estats Units, on va ensenyar a l'Institut d'Estudis Avançats de Princeton. Es va nacionalitzar estatunidenc el 1940. Els seus darrers anys va treballar per integrar en una mateixa teoria les quatre forces fonamentals. Einstein va morir a Princeton, Nova Jersey, el 18 d'abril de 1955.
Albert Einstein i Robert Oppenheimer són considerats els «pares de la bomba atòmica», tot i que l'aportació d'Einstein només va ser la fórmula d'equivalència entre la massa en repòs i l'energia, i la signatura d'una carta a petició de Léo Szilárd, dirigida al president Franklin Delano Roosevelt, on es recomanava la investigació sobre armes nuclears. A més a més, als seus escrits va advocar pel pacifisme, pel socialisme i el sionisme, si bé fou molt crític respecte d'organitzacions com Irgun, fets com la massacre de Deir Yassin o líders com Menachem Begin.
Va ser proclamat «personatge del segle xx» i el científic més preeminent segons la revista Time.

## Biografia

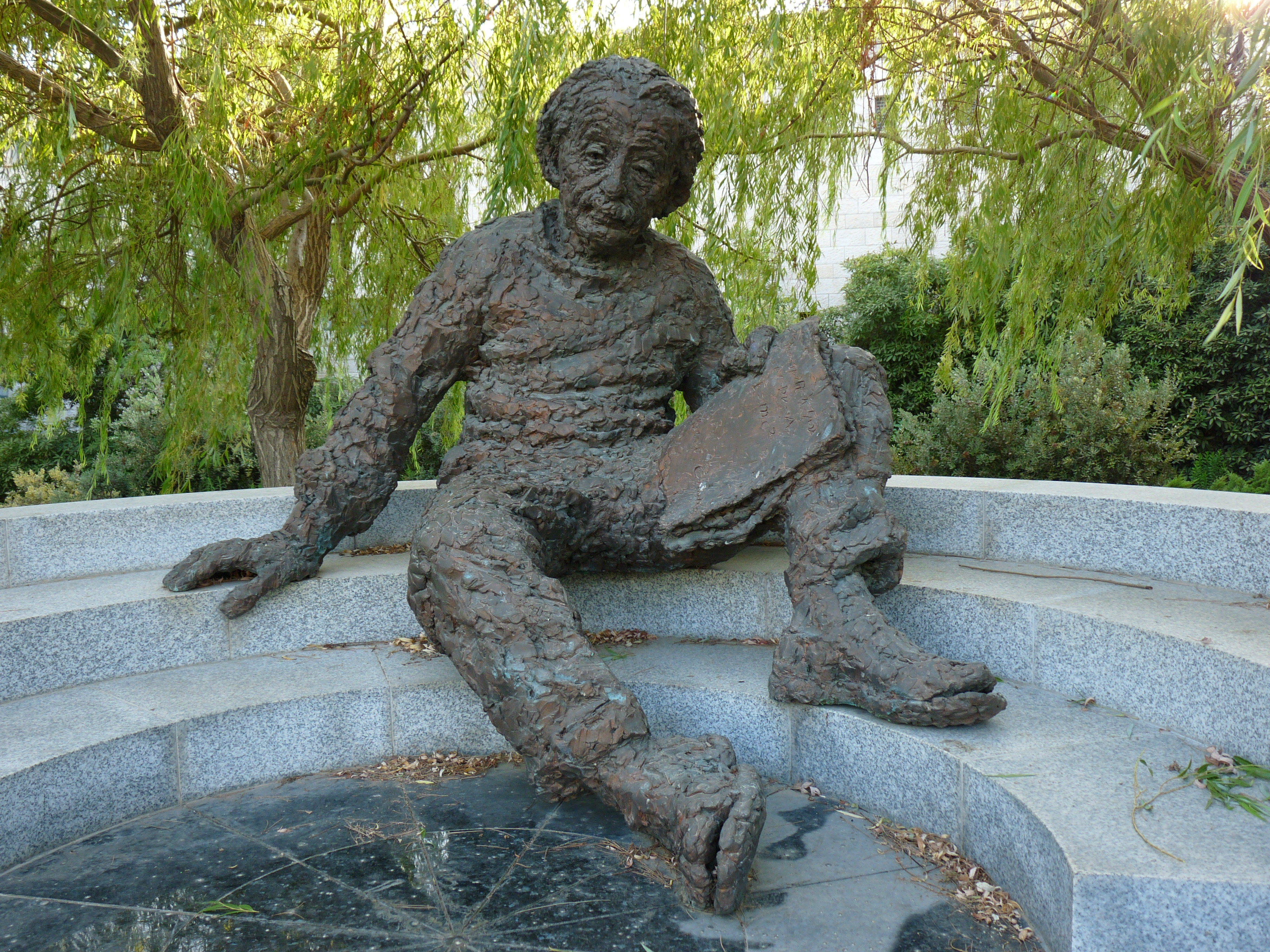
Estàtua d'Albert Einstein a l'Acadèmia Israeliana de Ciències i Humanitats.

Einstein va néixer a Ulm (Baden-Württemberg) el 14 de març de 1879. Va créixer a Múnic i, més tard, a Itàlia.
Malgrat que arribaria a ser un dels més importants físics teòrics, un mestre seu va dir al seu pare: "No farà mai res de profit". Interessat en les matemàtiques als 12 anys, als 15 es va sentir atret per l'àlgebra i la geometria i, finalment, pel càlcul infinitesimal. Tot i haver-se graduat a l'Escola Politècnica Federal de Zúric l'any 1900 com a professor de matemàtiques i física, no va poder tenir cap plaça a la universitat. El 1896, renuncià a la ciutadania alemanya, i el 1901 va obtenir la nacionalitat suïssa. Sense poder accedir a la universitat, cercà una feina temporal a Berna i, posteriorment, una d'indefinida a l'Oficina de Patents suïsses, el 1904.
El 1895, als 16 anys, escriu el seu primer assaig científic: Sobre la investigació de l'estat de l'èter en un camp magnètic. Seguí la formació superior a Suïssa, a l'ETHZ, gràcies al fet que el seu director, Albin Herzog, li va prometre el seu ingrés l'any següent de no haver superat l'examen d'accés. Allà conegué els seus companys d'estudis: Marcel Grossmann i Mileva Marić (amb la qual es casaria), i Michele A. Besso, un enginyer suís que després seria el seu millor amic. Es va doctorar el 1905, a l'ETHZ (com era conegut el Eidgenössische Technische Hochschule de Zuric) Institut Federal de Tecnologia. Llavors, va començar els seus primers estudis teòrics, amb tres articles importants: el primer explica l'efecte fotoelèctric, el segon presenta la teoria de la relativitat restringida, i en el darrer explica el moviment brownià. El mateix any, l'article Sobre l'electrodinàmica dels cossos en moviment publicat a la revista Annalen der Physik va modificar radicalment les deduccions de Lorentz.
El 1914, just abans de la Primera Guerra Mundial, torna a Alemanya i s'estableix a Berlín durant uns quants anys. El seu pacifisme i activitats polítiques, però especialment els seus orígens jueus, irritaven els nacionalistes alemanys, que van fer una campanya de descrèdit contra ell i les seves teories.
El 1919, es divorcià de Mileva Marić i es tornà a casar uns mesos després amb Elsa Loewenthal.
Amb l'arribada al poder d'Adolf Hitler l'any 1933, va ser acusat pel règim nazi de crear una "Física jueva" en contraposició de la "Física alemanya" o "Física ària", i arribà a patir atacs de físics tan importants com Johannes Stark i Philipp Lenard. Aquell mateix any, se'n va anar d'Alemanya per anar als Estats Units. El 1940, va rebre la ciutadania estatunidenca.
Albert Einstein va morir a Princeton, estat estatunidenc de Nova Jersey, el 18 d'abril de 1955.

## Trajectòria científica

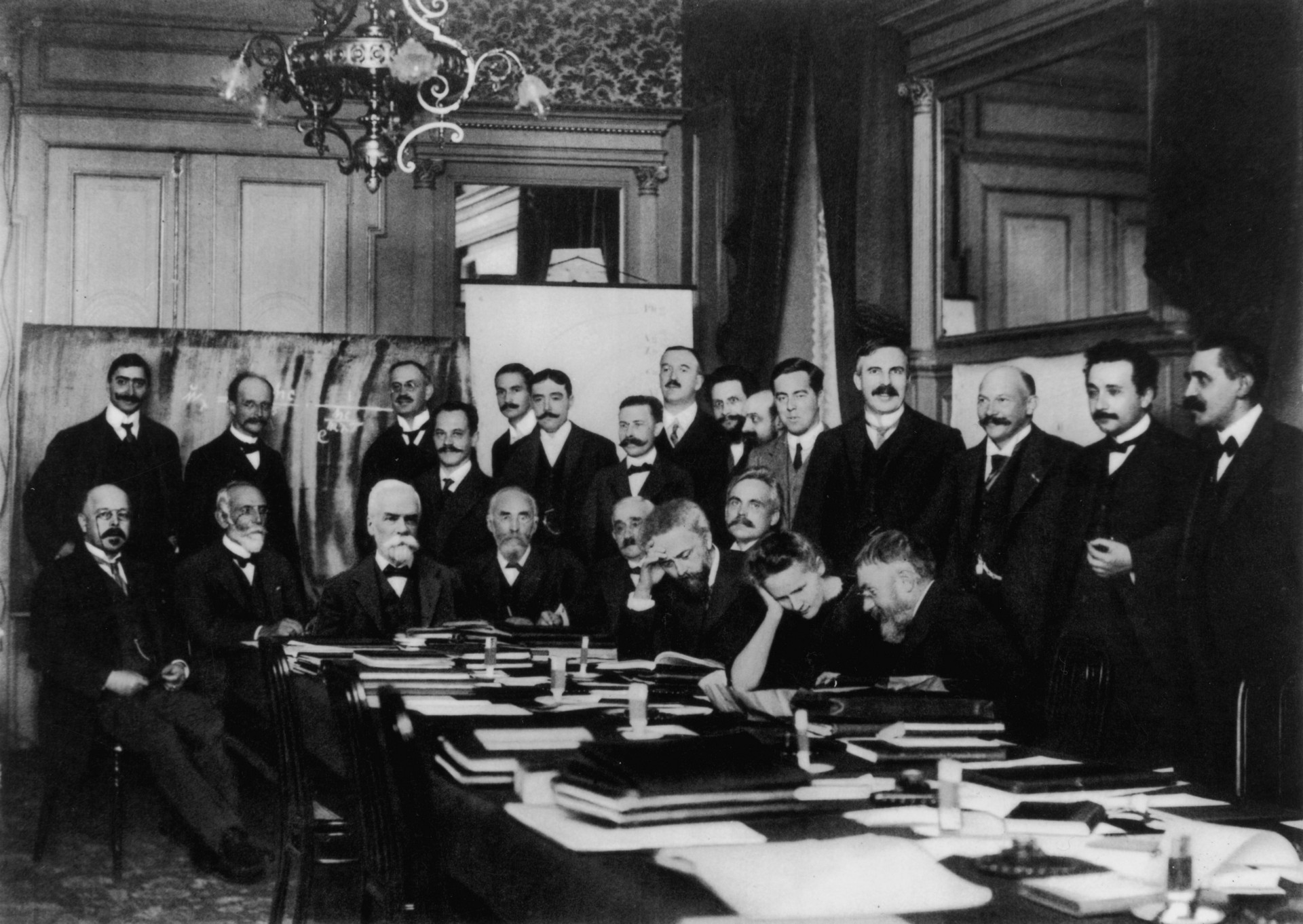
Primera Conferència Solvay de 1911. Albert Einstein està situat, a la fila posterior, el segon per la dreta.

### Els articles de 1905
El 1905, es va doctorar amb la tesi Una nova determinació de les dimensions moleculars. Aquest mateix any, va escriure quatre articles fonamentals sobre la física a petita i gran escala. Hi explicava el moviment brownià, l'efecte fotoelèctric i desenvolupava la relativitat especial i l'equivalència massa-energia. El treball d'Einstein sobre l'efecte fotoelèctric li faria guanyar el Premi Nobel de Física l'any 1921.
Aquests articles van ser enviats a la revista Annalen der Physik i són coneguts generalment com els articles de l'Annus Mirabilis (del llatí: any extraordinari).

#### Moviment brownià
El primer dels seus articles de 1905, titulat Sobre el moviment requerit per la teoria cinètica molecular de la calor de petites partícules suspeses en un líquid estacionari, cobria els seus estudis sobre el moviment brownià.
L'article explicava el fenomen fent ús de les estadístiques del moviment tèrmic dels àtoms individuals que formen un fluid. El moviment brownià havia desconcertat la comunitat científica des del seu descobriment per Robert Brown l'any 1827. L'explicació d'Einstein proporcionava una evidència experimental incontestable sobre l'existència real dels àtoms. L'article també aportava un fort impuls a la mecànica estadística i a la teoria cinètica dels fluids, dos camps que en aquella època romanien controvertits.
Abans d'aquest treball, els àtoms es consideraven un concepte útil en física i química, però la majoria dels científics no es posaven d'acord sobre la seva existència real. L'article d'Einstein sobre el moviment atòmic lliurava als experimentalistes un mètode senzill per a comptar àtoms mirant a través d'un microscopi ordinari.
El físic alemany Wilhelm Ostwald, un dels líders de l'escola antiatòmica, va comunicar a Arnold Sommerfeld que s'havia convertit en un creient en els àtoms per l'explicació d'Einstein sobre el moviment brownià.

#### Efecte fotoelèctric
El segon article va ser Un punt de vista heurístic sobre la producció i transformació de llum. Hi proposava la idea de quàntum de llum, ara anomenat fotó, i mostrava com es podia utilitzar aquest concepte per a explicar l'efecte fotoelèctric.
La teoria dels quàntums de llum va ser un fort indici de la dualitat ona-corpuscle i que els sistemes físics poden mostrar tant propietats ondulatòries com corpusculars. Aquest article va constituir un dels pilars bàsics de la mecànica quàntica. Només quan la teoria quàntica va estar més avançada es va poder explicar l'efecte fotoelèctric. Per aquest treball, i per les seves contribucions a la física teòrica, Einstein va rebre el Premi Nobel de Física l'any 1921.

#### Relativitat especial
El tercer article d'Einstein d'aquest any era Zur Elektrodynamik bewegter Körper (Sobre l'electrodinàmica de cossos en moviment). Explicava la teoria de la relativitat especial estudiant el moviment dels cossos i l'electromagnetisme sense la força de gravetat.
La relativitat especial resolia els problemes oberts per l'experiment de Michelson-Morley, en el qual s'havia demostrat que les ones electromagnètiques que formen la llum es movien sense cap mitjà. La velocitat de la llum és, per tant, constant i no relativa al moviment. Ja el 1894, George Fitzgerald havia estudiat aquesta qüestió i havia demostrat que l'experiment de Michelson-Morley podia ser explicat si els cossos es contreuen en la direcció del seu moviment. De fet, algunes de les equacions fonamentals de l'article d'Einstein havien estat descrites abans (1903) per Hendrik Lorentz, físic neerlandès, donant forma matemàtica a la conjectura de Fitzgerald.
Aquesta famosa publicació està qüestionada com a treball original d'Einstein, perquè no tenia cap referència a les idees o conceptes desenvolupats per aquests autors ni als treballs d'Henri Poincaré. En realitat, Einstein desenvolupava la seva teoria d'una manera totalment diferent d'aquests autors, deduint fets experimentals a partir de principis fonamentals i no donant una explicació fenomenològica a observacions desconcertants. El mèrit d'Einstein era explicar l'experiment de Michelson-Morley com a conseqüència final d'una teoria completa i elegant, basada en principis fonamentals i no com una explicació ad hoc o fenomenològica d'un fenomen observat.
El seu raonament es va basar en dos axiomes simples: amb el primer, va reformular el principi de simultaneïtat, introduït per Galileo Galilei segles abans, pel qual les lleis de la física han de ser invariables per a tots els observadors que es mouen a velocitats constants entre ells, i el segon, que la velocitat de la llum és constant per a qualsevol observador. Aquest segon axioma, revolucionari, va més enllà de les conseqüències previstes per Lorentz o Poincaré, que simplement relataven un mecanisme per explicar la resolució d'una de les branques de l'experiment de Michelson-Morley. Aquest postulat diu que, si hi ha un llampec de llum quan es troben dos observadors en moviment relatiu, tots dos veuran allunyar-se la llum produint un cercle perfecte amb cadascun d'ells al centre. Si, a banda i banda dels observadors, es posés un detector, cap dels observadors no podria dir quin detector havia funcionat primer, i es perdrien, per tant, els conceptes de temps absolut i simultaneïtat.
La teoria rep el nom de teoria especial de la relativitat o teoria restringida de la relativitat per a distingir-la de la Teoria general de la relativitat, que va ser presentada per Einstein el 1915, amb la qual es consideren els efectes de la gravetat i l'acceleració.

#### Equivalència massa-energia
El quart article d'aquell any es titulava Ist die Trägheit eines Körpers von seinem Energieinhalt abhängig? (Depèn la inèrcia d'un cos del seu contingut d'energia?) i mostrava una deducció de l'equació de la relativitat que relaciona massa i energia.
En aquest article, es deia que "la variació de massa d'un objecte que emet una energia L és L/V²", on V era la notació per a la velocitat de la llum utilitzada per Einstein el 1905. Aquesta equació implica que l'energia E d'un cos en repòs és igual a la seva massa m multiplicada per la velocitat de la llum al quadrat: E=mc².

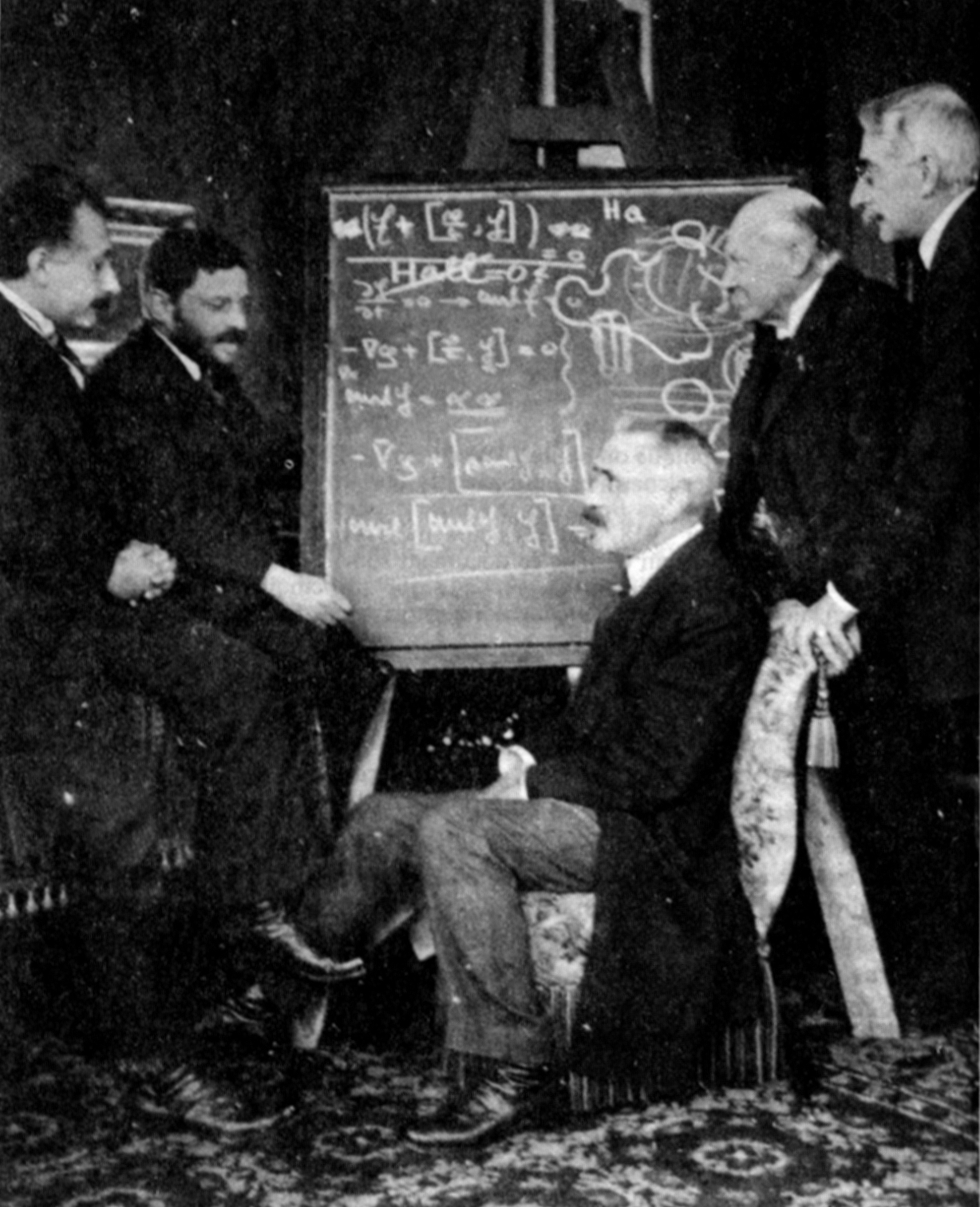
Albert Einstein, Paul Ehrenfest, Paul Langevin, Heike Kamerlingh Onnes i Pierre Weiss l'any 1920 a Leiden.

Mostra com una partícula amb massa té un tipus d'energia, "energia en repòs", diferent de les clàssiques energia cinètica i energia potencial. La relació massa-energia s'utilitza comunament per a explicar com es produeix l'energia nuclear; mesurant la massa de nuclis atòmics i dividint pel nombre atòmic, es pot calcular l'energia d'enllaç atrapada als nuclis atòmics. Paral·lelament, la quantitat d'energia produïda en la fissió nuclear d'un nucli atòmic es calcula com la diferència de massa entre el nucli inicial i els productes de la seva desintegració multiplicada per la velocitat de la llum al quadrat.

### Teoria general de la relativitat
El novembre de 1915, Einstein va presentar una sèrie de conferències a l'Acadèmia de Ciències de Prússia, en les quals va descriure la teoria de la relativitat general. L'última d'aquestes xerrades va concloure amb la presentació de l'equació que reemplaça la llei de la gravitació universal d'Isaac Newton. En aquesta teoria, tots els observadors són considerats equivalents i no únicament aquells que es mouen amb una velocitat uniforme. La gravetat no és ja una força o acció a distància, com era en la gravetat de Newton, sinó una conseqüència de la curvatura de l'espaitemps. La teoria proporcionava les bases per a l'estudi de la cosmologia i permetia comprendre característiques essencials de l'Univers, moltes de les quals no serien descobertes sinó amb posterioritat a la mort d'Einstein.
La relativitat general va ser obtinguda per Einstein a partir de raonaments matemàtics, experiments hipotètics (Gedanken Experiment) i rigorosa deducció matemàtica sense comptar realment amb una base experimental. El principi fonamental de la teoria era el denominat principi d'equivalència. A pesar de l'abstracció matemàtica de la teoria, les equacions permetien deduir fenòmens comprovables. El 1919, Arthur Eddington va ser capaç d'amidar, durant un eclipsi, la desviació de la llum d'una estrella passant prop del Sol, una de les prediccions de la relativitat general. Quan es va fer pública aquesta confirmació, la fama d'Einstein es va incrementar enormement i es va considerar un pas revolucionari en la física. Des de llavors, la teoria s'ha verificat en tots i cadascun dels experiments i verificacions realitzats fins al moment.
Malgrat la seva popularitat, o potser precisament per aquesta, la teoria va tenir importants detractors entre la comunitat científica, que no podien acceptar una física sense un sistema de referència absolut.

### Estadístiques Bose-Einstein
El 1924, Einstein va rebre un article d'un jove físic indi, Satyendra Nath Bose, que descrivia la llum com un gas de fotons i demanava l'ajuda d'Einstein per a la seva publicació. Einstein es va adonar que el mateix tipus d'estadístiques podien aplicar-se a grups d'àtoms i va publicar l'article, conjuntament amb Bose. Les estadístiques de Bose-Einstein expliquen el comportament de grups de partícules indistingibles entre si, conegudes com a bosons.

## Activitat política
Albert Einstein va tenir sempre una inclinació cap a la política i al compromís social com a científic, i es va interessar profundament per les relacions entre ciència i societat. Va ser cofundador del Partit Democràtic Alemany.

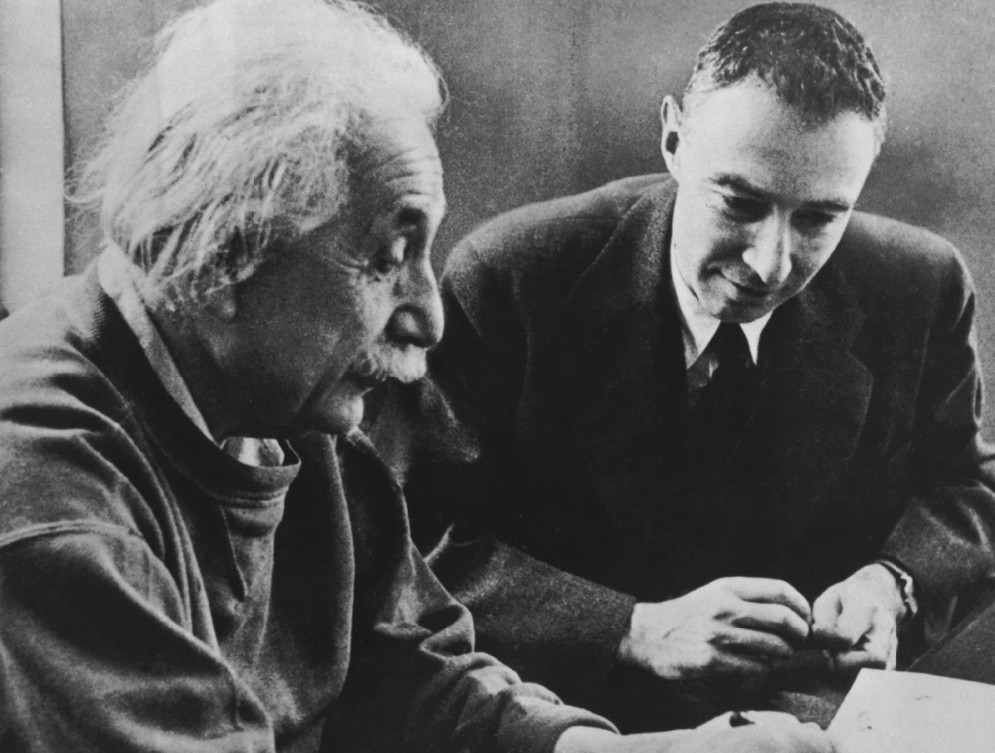
Einstein i Oppenheimer.

Amb l'auge del moviment nacionalsocialista a Alemanya, Einstein va deixar el seu país i es va nacionalitzar estatunidenc. En plena Segona Guerra Mundial, va donar suport a una iniciativa de Robert Oppenheimer per a fer armes nuclears, conegut com a Projecte Manhattan, perquè va pensar que era l'única forma de reduir els governs alemany i japonès. Einstein, però, sempre va demanar que aquestes armes nuclears no fossin pas utilitzades.
El 1939, té lloc la seva participació més important en les qüestions mundials. L'informe Smyth, tot i que amb subtils retalls i omissions, narra la història de com els físics varen intentar, sense èxit, interessar la marina i l'exèrcit en el projecte atòmic. Però la cèlebre carta d'Einstein a Franklin Delano Roosevelt va ser la que va trencar la resistència dels militars. Amb tot, Einstein, que sentia menyspreu per la violència i les guerres, és considerat el «pare de la bomba atòmica».
En el seu discurs fet a Nova York, el desembre de 1945, va exposar:
| «                                      | En l'actualitat, els físics que varen participar en la construcció de l'arma més terrible i perillosa de tots els temps, es troben afeixugats per un sentiment similar de responsabilitat, per no dir de culpa. (...) Nosaltres vàrem ajudar a construir la nova arma per impedir que els enemics de la humanitat ho fessin abans, perquè amb la mentalitat dels nazis haurien consumat la destrucció i l'esclavitud de la resta del món. (...) Cal desitjar que l'esperit que va impulsar Alfred Nobel quan va crear la seva gran institució, l'esperit de solidaritat i confiança, de generositat i fraternitat entre els homes, sigui present en la ment de qui pren les decisions que determinaran el nostre destí. Si no, la civilització estaria condemnada. | » |
| — Einstein: Cal guanyar la pau (1945). | |   |

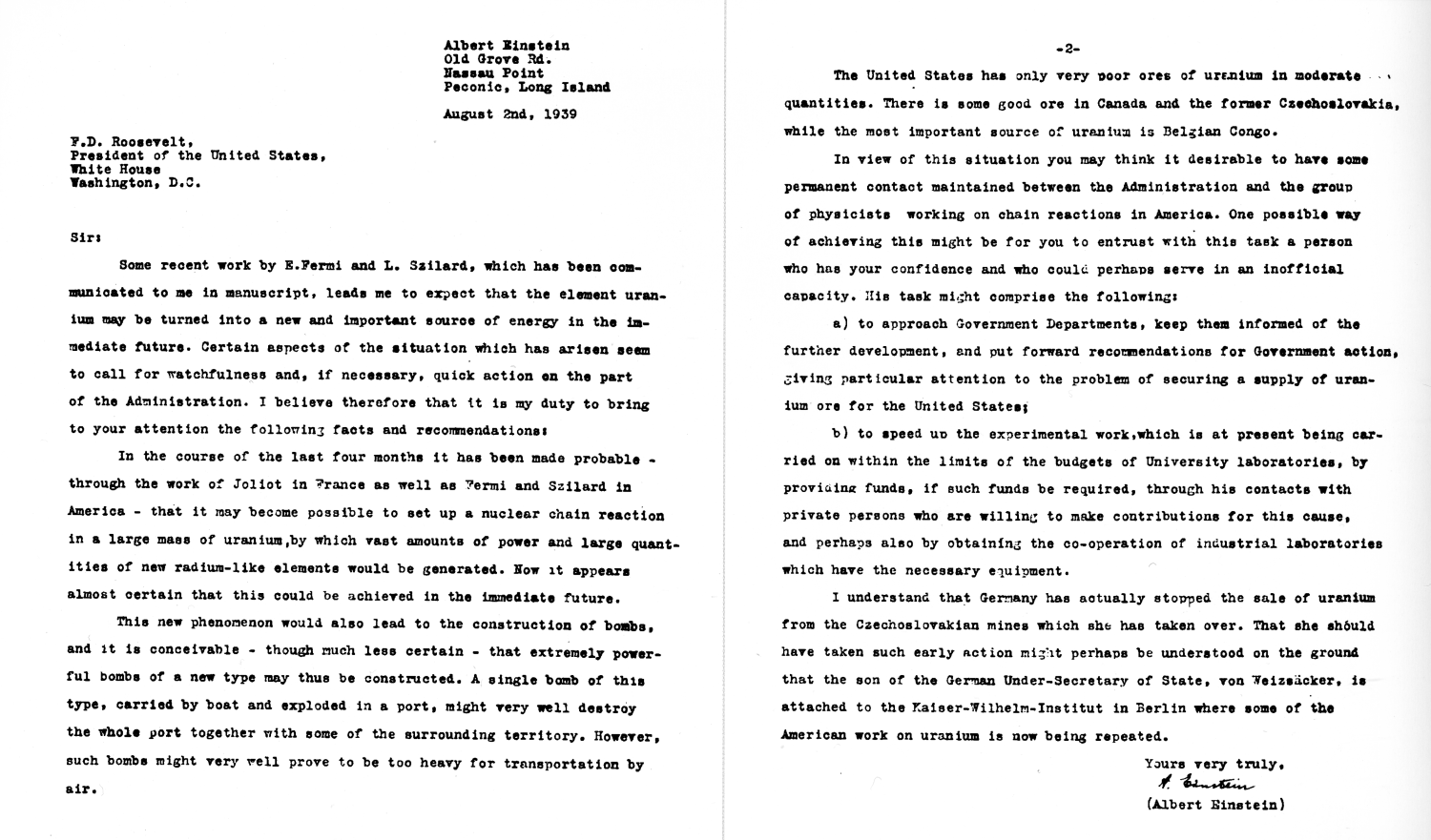
Carta d'Einstein a Roosevelt

Al maig de 1949, la revista Monthly Review va publicar a Nova York l'article Per què el socialisme?, on reflexiona sobre la història, les conquestes i les conseqüències de l'"anarquia econòmica de la societat capitalista", article que avui encara és vigent. Cal tenir present que Einstein va ser un activista polític molt perseguit durant la caça de bruixes del senador anticomunista Joseph McCarthy per donar opinions antiimperialistes, però se'n va salvar perquè havia fet grans avenços científics, que el govern americà va fer servir per a la seva expansió armamentística.
Originari d'una família jueva, va advocar per la causa sionista, malgrat que fins al 1947 havia estat més partidari d'un estat comú entre àrabs i jueus. L'estat d'Israel es va crear el 1948. Quan Chaim Weizmann, el primer president d'Israel i vell amic d'Einstein, va morir el 1952, Abba Eban, ambaixador israelià als Estats Units, li va oferir la presidència. Einstein va rebutjar l'oferiment dient "estic profundament commogut per l'oferiment de l'estat d'Israel i alhora tan entristit que m'és impossible acceptar-lo".
Els seus darrers anys, va ser un pacifista convençut i es va dedicar a crear un utòpic Govern Mundial que permetria a les nacions treballar juntes i abolir la guerra. Va fer el conegut Manifest Russell-Einstein, que feia una crida als científics per unir-se a favor de la desaparició de les armes nuclears. Aquest document va servir d'inspiració per a la posterior fundació de les Conferències Pugwash de Ciència i Afers Mundials, que el 1995 van rebre el Premi Nobel de la Pau.

## Creences religioses
Einstein distingeix tres classes de pràctica religiosa que sovint es barregen. La primera és causada per la por i la mala comprensió de la causalitat i, per tant, tendeix a inventar éssers sobrenaturals. La segona és la social i moral, motivada pel desig del suport i de l'amor. Les dues tenen un concepte antropomòrfic de Déu. La tercera —que Einstein considera la més madura—, està motivada per un profund sentit de sorpresa i misteri.
Einstein creia en «un Déu que es revela en l'harmonia de tot el que existeix, no en un Déu que s'interessa en el destí i les accions dels humans». Volia saber com Déu havia creat el món. Va resumir les seves creences religioses de la manera següent: «La meva religió consisteix en una humil admiració de l'il·limitat esperit superior que es revela en els més petits detalls que podem percebre amb la nostra fràgil i dèbil ment».
| « | La més bella i profunda emoció que podem sentir és el misticisme. Genera tota la ciència. L'home que no la coneix, que és incapaç de meravellar-se i sentir l'encís i la sorpresa, està pràcticament mort. Saber que allò que per a nosaltres es impenetrable, realment existeix, que es manifesta amb la més alta saviesa i la més radiant bellesa, sobre la qual les nostres embotades facultats només poden comprendre amb les seves formes més primitives. Aquest coneixement, aquesta sensació, és la religió veritable. | » |

Durant una reunió, se li va preguntar a Einstein si creia o no en Déu, i va dir: «Crec en el Déu de Spinoza, que és idèntic a l'ordre matemàtic de l'Univers».
Una citació més llarga d'Einstein apareix a Science, Philosophy, and Religion: a Symposium (Simposi de ciència, filosofia i religió), publicat per la Conferència de Ciència, Filosofia i Religió en la seva Relació amb la forma de vida democràtica:
| « | Com més imbuït estigui un home en l'ordenada regularitat dels esdeveniments, més ferma serà la seva convicció que no hi ha lloc —del costat d'aquesta ordenada regularitat—- per a una causa de naturalesa diferent. Per a aquest home, ni les regles humanes ni les "regles divines" no existiran com a causes independents dels esdeveniments naturals. Segurament, la ciència mai no podrà refutar la doctrina d'un Déu que interfereix en els esdeveniments naturals, perquè aquesta doctrina pot refugiar-se sempre que el coneixement científic no pot posar el peu en aquest tema. Però estic convençut que tal comportament de part de les persones religioses no sols és inadequat sinó també fatal. Una doctrina que es manté no en la llum clara sinó en la foscor, que ja ha fet un mal incalculable al progrés humà, necessàriament perdrà el seu efecte en la humanitat. En la seva lluita pel bé ètic, les persones religioses haurien de renunciar a la doctrina de l'existència de Déu, això és, renunciar a la font de la por i l'esperança, que en el passat va posar un gran poder a les mans dels sacerdots. Per a la seva tasca, s'han de suportar en aquelles forces que són capaces de conrear el bé, la veritat i la bellesa en la mateixa humanitat. Això és segur, una tasca més difícil però incomparablement més meritòria i admirable. | » |

En una carta del març de 1954, que va ser inclosa en el llibre Albert Einstein, the Human Side (Albert Einstein, el costat humà), editat per Helen Dukas i Banesh Hoffman i publicada per Princeton University Press, Einstein diu:
| « | Sense dubte, era mentida tot allò que s'ha dit sobre les meves conviccions religioses; una mentida que és repetida sistemàticament. No crec en cap Déu personal i no ho he negat mai, sinó que ho he expressat clarament. Si hi ha res de mi que es pugui dir religiós és la il·limitada admiració per l'estructura del món, fins on la nostra ciència pot revelar-la. | » |

## Comportament ètic
Einstein creia que la moralitat no era dictada per Déu, sinó per la humanitat:
| « | No crec en la immortalitat de l'individu, i considero l'ètica una preocupació exclusivament humana sobre la qual no hi ha cap autoritat sobrehumana. | » |

Dos anys després de la recepció del Premi Nobel de Física, Einstein va acceptar la presidència d'honor del tercer congrés del SAT, que va tenir lloc a Kassel (Alemanya) el 1923. Einstein compartia amb l'esperantisme obrer el seu refús al nacionalisme i al militarisme.
En l'última etapa de la seva vida, Einstein va fer una dieta vegetariana. Segons ell, el vegetarianisme revestia una gran importància per a la humanitat, com pot apreciar-se en algunes de les seves citacions sobre el tema:
| « | Res no incrementaria tant la possibilitat de supervivència sobre la Terra com el pas cap a l'alimentació vegetariana. (...) Ja només amb la seva influència física sobre el temperament humà, la manera de vida vegetariana podria influir molt positivament sobre el destí de la humanitat. | » |

## Visita a Catalunya

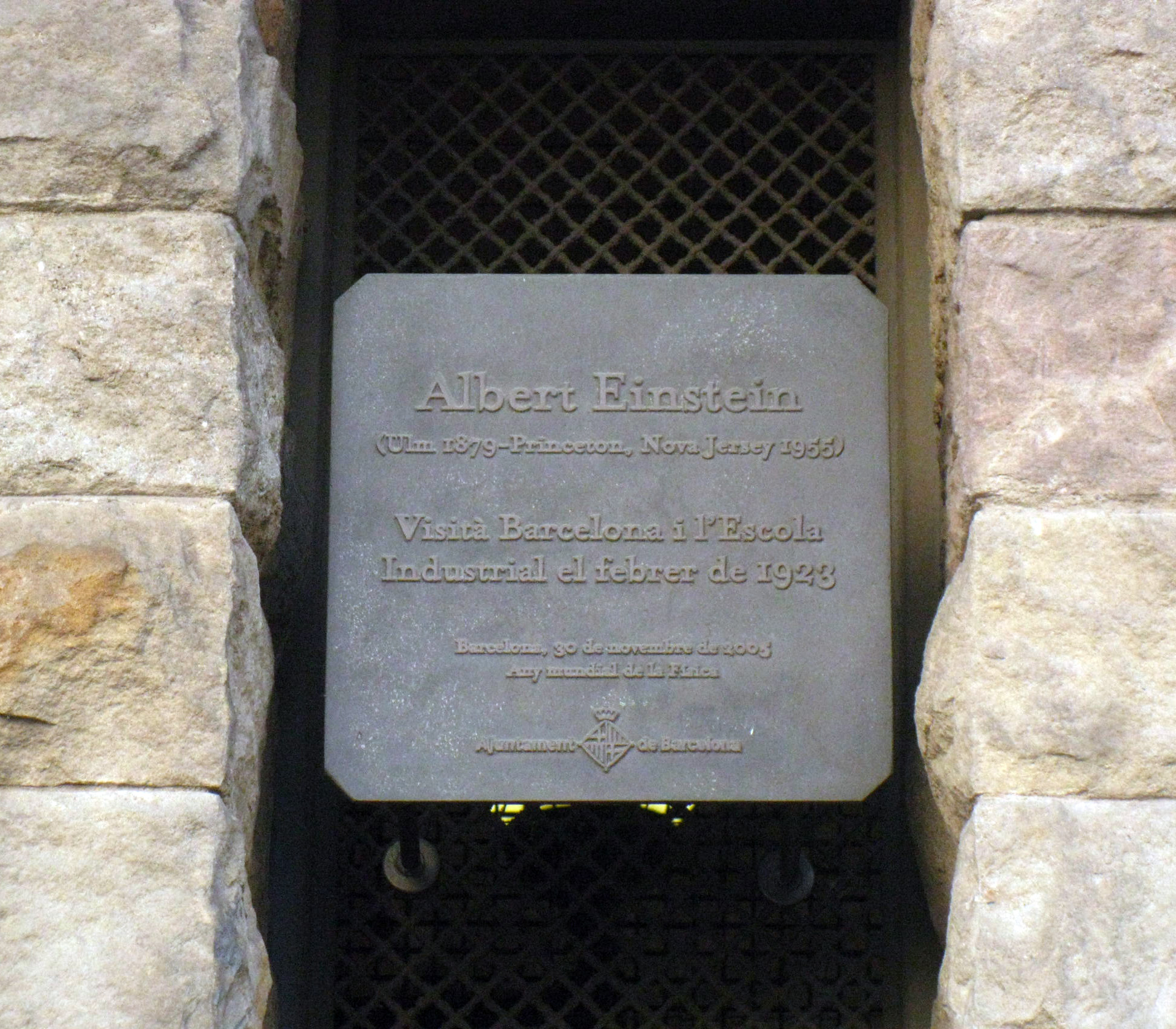
Placa en record de la visita d'Einstein a l'Escola Industrial barcelonina

Einstein va visitar Barcelona, Terrassa, Sant Cugat del Vallès, l'Espluga de Francolí i Poblet entre el 22 i el 28 de febrer de 1923, formant part dels Cursos Monogràfics d'Alts Estudis i d'Intercanvi organitzats per la Mancomunitat de Catalunya i dirigits per Rafael de Campalans, com a resultat de la invitació del científic català Esteve Terradas i Illa.

### Podcasts
- Albert Einstein i la teoria de la relativitat a l'En Guàrdia! de Catalunya Ràdio (català)